# Malang Sarr
Malang Sarr (sinh ngày 23 tháng 1 năm 1999) là cầu thủ bóng đá người Pháp đang thi đấu ở vị trí trung vệ cho câu lạc bộ tại Ligue 1 là Lens.
Sarr trưởng thành từ học viện đào tạo trẻ của Nice và ra sân lần đầu cho đội một vào tháng 8 năm 2016. Anh gia nhập Chelsea theo dạng chuyển nhượng tự do vào tháng 8 năm 2020.

## Sự nghiệp câu lạc bộ

### Nice
Sinh ra tại thành phố Nice, Sarr gia nhập học viện đào tạo của đội bóng thành phố OGC Nice vào năm 6 tuổi và có 12 năm ở đây. Ngày 14 tháng 8 năm 2016 trong trận đấu đầu tiên của mình tại Ligue 1 đối đầu Rennes, Sarr ghi bàn bằng quả đánh đầu từ cú sút phạt của Jean-Michaël Seri. Bàn thắng này giúp anh trở thành cầu thủ trẻ thứ hai ghi bàn trong trận đấu đầu tiên tại Ligue 1, sau Bartholomew Ogbeche. Ngày 7 tháng 11 năm 2016, anh ký hợp đồng chuyên nghiệp đầu tiên. Kết thúc mùa giải 2016-17, anh thi đấu 30 trận cho Nice và đội bóng của anh cán đích vị trí thứ ba Ligue 1 2016-17.
Ngày 30 tháng 6 năm 2020, hợp đồng giữa anh và OGC Nice hết hạn và Sarr đã quyết định rời đội bóng này sau khi có 119 lần ra sân và 3 bàn thắng.

### Chelsea
Ngày 27 tháng 8 năm 2020, đội bóng Anh Chelsea xác nhận đã đạt được thỏa thuận chiêu mộ Sarr theo dạng chuyển nhượng tự do với bản hợp đồng có thời hạn 5 năm.

### FC Porto (mượn)
Ngày 6 tháng 10 năm 2020, Sarr được Chelsea cho đội bóng Bồ Đào Nha là Porto mượn đến hết mùa bóng 2020–21.

## Sự nghiệp quốc tế
Sarr từng là thành viên của các đội trẻ U16, U-17, U-18, U-19, U-20 và U-21 Pháp. Anh là đội trưởng đội U-18 Pháp tham dự giải đấu Limoges vào năm 2016. Vào năm 2018, anh xác nhận việc Liên đoàn bóng đá Sénégal đến tiếp cận và mời anh khoác áo đội tuyển Sénégal nhưng anh muốn khoác áo tuyển Pháp trong tương lai.

## Đời tư
Sarr sinh ra tại khu phố des Moulins ở Nice. Cha mẹ của anh là người gốc Senegal nhập cư đến Pháp trước khi sinh ra anh.

## Danh hiệu
Chelsea
- FIFA Club World Cup: 2021